# Xã Vermillion, Quận Miner, Nam Dakota
Xã Vermillion (tiếng Anh: Vermillion Township) là một xã thuộc quận Miner, tiểu bang Nam Dakota, Hoa Kỳ. Năm 2010, dân số của xã này là 90 người.